# Druelle
Druelle é uma ex-comuna francesa na região administrativa de Occitânia, no departamento de Aveyron. Estendeu-se por uma área de 35,68 km². Em 2010 a comuna tinha 3 273 habitantes (densidade: 91,7 hab./km²).
Em 1 de janeiro de 2017 foi fundida com a comuna de Balsac para a criação da nova comuna de Druelle Balsac.